# Roberto Ferrari (Radsportler)
Roberto Ferrari (* 9. März 1983 in Gavardo) ist ein ehemaliger italienischer Radrennfahrer.

## Sportliche Karriere
Ferrari gewann in der Saison 2006 mit den Eintagesrennen Coppa San Geo, Trofeo Città di Brescia und Gran Premio Città di Felino sowie einer Etappe des Giro della Regione Friuli Venezia Giulia seine ersten Wettbewerbe des internationalen Kalenders.
In der Saison stand unter Vertrag Ferrari beim Professional Continental Team Tenax, für das er im Vorjahr ab August als Stagiaire fuhr. Zur Saison 2008 wechselte Ferrari zu L.P.R. Brakes, für die er 2009 das Memorial Marco Pantani, ein Wettbewerb der ersten UCI-Kategorie gewann. 2010 gewann er bei De Rosa-Stac Plastic drei internationale Rennen.
In den Jahren 2011 und 2012 fuhr Ferrari für Androni Giocattoli-Sidermec. Ihm gelangen in dieser Zeit sechs individuelle Siege in internationalen Rennen, darunter der Massensprint auf der längsten Etappe des Giro d’Italia 2012 nach Montecatini Terme, was der größten Erfolg seiner Karriere war.
Hierauf wechselte Ferrari 2013 zu Lampre-Merida, dem späteren UAE Team Emirates. Bei diesem Radsportteam der ersten Kategorie konnte er bis zu seinem Karriereende nach Ablauf der Saison 2019 an seine bis dahin erzielten Erfolge nicht mehr anknüpfen.

## Erfolge
2006
- Coppa San Geo
- eine Etappe Giro della Regione Friuli Venezia Giulia
- Trofeo Città di Brescia
- Gran Premio Città di Felino

2008
- Prolog Tour Ivoirien de la Paix

2009
- Memorial Marco Pantani

2010
- Grand Prix di Lugano
- Giro del Friuli
- eine Etappe Brixia Tour

2011
- zwei Etappen Tour de San Luis
- Mannschaftszeitfahren Settimana Internazionale

2012
- eine Etappe Tour de Taiwan
- Route Adélie de Vitré
- Flèche d’Emeraude
- eine Etappe Giro d’Italia

## Grand-Tour-Platzierungen
| Grand Tour            | 2011 | 2012 | 2013 | 2014 | 2015 | 2016 | 2017 | 2018 | 2019 |
| --------------------- | ---- | ---- | ---- | ---- | ---- | ---- | ---- | ---- | ---- |
| Giro d’ItaliaGiro     | 143  | 147  | 150  | 144  | 133  | 132  | 150  | –    | –    |
| Tour de FranceTour    | –    | –    | 157  | –    | –    | –    | –    | 138  | –    |
| Vuelta a EspañaVuelta | –    | –    | –    | 145  | –    | –    | –    | –    | –    |